# Christian Højgaard
Christian Højgaard, né le 21 février 1971 à Slagelse au Danemark, est un dessinateur de bande dessinée et de comics danois.

## Biographie
Christian Højgaard naît le 21 février 1971 à Slagelse au Danemark. Il commence sa carrière jeune en publiant une première bande dessinée à l'âge de seize ans dans le magazine Pulp Pages. En 1989, il commence à suivre des cours de design. Ces études dureront jusqu'en 1994, ce qui ne l'empêche pas, dès 1993, de participer au studio Pinligt Selskab. Là, il illustre des manuels scolaires et des récits publiés par les éditeurs danois Gyldendal, Alinea, Alrune et Sesam ; surtout il dessine des épisodes de comics publiés par DC Comics. À partir de 1998, il devient le dessinateur régulier de la série The Dreaming sur des scénarios de Caitlín R. Kiernan. En 2000, il dessine un court récit pour la revue Métal hurlant ce qui l'amène à collaborer avec Les Humanoïdes Associés. Là il dessine La Meute de l'enfer sur un scénario de Philippe Thirault de 2002 à 2010,.

## Œuvre

### Albums publiés en français
- La Meute de l'Enfer, scénario de Philippe Thirault, Les Humanoïdes Associés :

1. Les Compagnons de l'aigle, 2003  (ISBN 2-7316-1551-6)[3].
2. Le Retour du Harith, 2005  (ISBN 2-7316-1646-6).

- Participation à Astéroïde hurlant, scénario d'Alejandro Jodorowsky, Les Humanoïdes associés, 2006  (ISBN 2-7316-1884-1).

### Albums publiés en anglais
- The Dreaming, DC Comics, collection Vertigo
  1.  The Gyres: Slow Dying, scénario de Caitlín R. Kiernan, dessins de Christian Højgaard, 1999
  2. The Gyres: Pariah, scénario de Caitlín R. Kiernan, dessins de Christian Højgaard, 1999
  3. The Gyres: Apostate, scénario de Caitlín R. Kiernan, dessins de Christian Højgaard, 1999
  4. The Lost Language of Flowers, scénario de Caitlín R. Kiernan, dessins de Christian Højgaard, 1999
  5. Fox and Hounds: New Orleans for Free, scénario de Caitlín R. Kiernan, dessins de Christian Højgaard, 1999
  6.  Fox and Hounds: Detonation Boulevard, scénario de Caitlín R. Kiernan, dessins de Christian Højgaard, 1999
  7.  Trinket: Homesick, scénario de Caitlín R. Kiernan, dessins de Christian Højgaard, 2000
  8. Masques et Hedgehogs, scénario de Caitlín R. Kiernan, dessins de Christian Højgaard, 2000
  9. Mirror, Willows, scénario de Caitlín R. Kiernan, dessins de Christian Højgaard, 2000
  10. Trinket, scénario de Caitlín R. Kiernan, dessins de Christian Højgaard, 2000
  11. Scary monsters, scénario de Caitlín R. Kiernan, dessins de Christian Højgaard, 2000
  12. Shatter, scénario de Caitlín R. Kiernan, dessins de Christian Højgaard, 2000
  13.  Second Sight, scénario de Caitlín R. Kiernan, dessins de Christian Højgaard, 2000
  14. Exiles (1), scénario de Caitlín R. Kiernan, dessins de Christian Højgaard, 2000
  15. Exiles (2), scénario de Caitlín R. Kiernan, dessins de Christian Højgaard, 2000
  16. Exiles (3), scénario de Caitlín R. Kiernan, dessins de Christian Højgaard, 2000
  17.  Rise: Bad Dreams, scénario de Caitlín R. Kiernan, dessins de Christian Højgaard, 2001
  18. Rise: Dominion, scénario de Caitlín R. Kiernan, dessins de Christian Højgaard, 2001
  19. Rise: The Prodigals, scénario de Caitlín R. Kiernan, dessins de Christian Højgaard, 2001
  20. Rise: Awakening, scénario de Caitlín R. Kiernan, dessins de Christian Højgaard, 2001
- House of Secrets, scénario de Steven T. Seagle, DC Comics, collection Vertigo
  1.  The Road to you: Getting there (2), dessins de Christian Højgaard, 1997
  2. The Road to you: Getting there (3), dessins de Christian Højgaard, 1997
  3.  The Book of Law (5), dessins de Christian Højgaard, 1997
- Starman, scénario de James Robinson, DC Comics
The Starman Omnibus volume 1, dessins de Christian Højgaard, Amanda Conner, Chris Sprouse, Kim Hagen, Bjarne Hansen, Tommy Lee Edwards, Andrew Robinson, Tony Harris, Gary Erskine, Teddy Kristiansen et Matt Smith, 2008  (ISBN 978-1-40121-699-3)